# Regolo (Turner)
Regolo è un dipinto a olio su tela (91×124 cm) del pittore inglese William Turner, realizzato nel 1828-1837 e conservato al Tate Britain di Londra.

## Storia
Fondamentale fu per la gestazione del Regolo il viaggio in Italia che Turner intraprese nell'agosto 1828. Sedotto dall'abbagliante luminosità della lux mediterranea, l'artista con questa tela si svincolò definitivamente dalle ombre che sino ad allora imprigionavano le forme dei suoi dipinti e lasciò erompere il colore. Il Regolo, dipinto in Italia nel 1828, fu esposto presso palazzo Trulli in Quattro Fontane, la dimora romana dell'artista. I critici si divisero in due: chi rimase affascinato e chi invece fu scandalizzato alla vista «di cose con metodi così nuovi, così audaci e di pregi così inequivocabili».
Il Regolo, tuttavia, non poté essere esposto alla Royal Academy, in quanto fu inviato troppo tardi dall'Italia per partecipare all'appuntamento. Amareggiato, Turner decise di rimaneggiare il dipinto e di presentarlo alla British Institution nel 1837. A testimoniarci i vari interventi condotti da Turner sul Regolo è sir John Gilbert, il quale affermò:
(Sir John Gilbert)

## Descrizione
Il soggetto del dipinto è il reimbarco per Cartagine del valoroso condottiero romano Attilio Regolo o, forse, il suo arrivo nella città africana, come sostenuto da alcuni critici. Nel corso delle guerre puniche Regolo, battuto dall'esercito cartaginese, fu fatto prigioniero. Gli venne poi affidato lo sciagurato incarico di recarsi a Roma per trattare la liberazione di alcuni prigionieri cartaginesi: Regolo, tuttavia, consigliò ai Romani di rifiutare la proposta del nemico e di proseguire la guerra. Fedele al giuramento, l'eroico console tornò poi a Cartagine, dove fu lasciato morire sotto atroci torture.
La tradizione, infatti, ci racconta che Regolo fu sottoposto alla recisione delle palpebre, e poi abbagliato dalla luce solare: morì infine in una botte irta di chiodi fatta rotolare giù da una collina. Nel dipinto, tuttavia, non si riconoscono figure che si possono correlare al console romano: si tratta probabilmente di un'assenza che va ricondotta al desiderio di Turner di lasciare Regolo «fuori [...], accanto allo spettatore che come lui riceve i raggi del sole negli occhi». Il vero protagonista del dipinto, infatti, è proprio la luce emessa dal sole sull'orizzonte, che esplode in bagliori abbacinanti e quasi bianchi, che inonda uniformemente l'intero paesaggio urbano e marino. Gli edifici sulla destra sono quasi disintegrati dal furore della luce, e le onde sono solcate da luccichii dorati, descrivendo in questo modo un fascio che, ricongiungendo l'orizzonte con lo specchio d'acqua, sembra voler indicare «il cammino sfolgorante di Regolo verso la gloria eterna degli eroi» (Cricco, Di Teodoro).
Nel Regolo la luce allude al tragico destino che attende il console romano e, soprattutto, serve a generare un senso di inquietudine e stupore, in pieno accordo con la poetica del sublime. Trasparente, in ogni caso, è il riferimento ai paesaggi di Claude Lorrain, con i quali Turner si confrontò già in altre opere, quali Didone costruisce Cartagine e Sole nascente nella foschia.